# 中村貫一
中村 貫一（なかむら かんいち、1843年12月9日（天保14年10月18日）- 1880年（明治13年）7月9日）は、幕末の土佐藩士、明治期の内務官僚。名・好正。

## 経歴
土佐国高知城下中島町で土佐藩士・中村美正の息子として生まれる。土佐藩の大監察を務めた。
明治4年7月14日（1871年8月29日）の廃藩置県後、高知県権参事に就任。同年10月、第一次香川県が設置され、明治5年10月17日（1872年11月17日）、同県参事となり同年11月28日（12月28日）まで在任。
1873年（明治6年）に後藤象二郎らの蓬萊社に加わるが翌年に退社。1874年（明治7年）立志社の商局長となる。1877年（明治10年）西南戦争の際、イギリスからの銃器購入を企て、同年5月1日に大阪で捕縛され、1878年（明治11年）8月20日、禁獄三年の刑を受け、青森監獄収監中に病死した。